# Thomas Scott
Thomas Scott (Condado de Down, c. 1842 (c. 1842 — 4 de março de 1870) foi um imigrante irlandês radicado no Canadá célebre por ter sido preso enquanto tentava derrubar o governo provisório que os métis instalaram no Assentamento de Red River, durante a Rebelião de Red River, que ocorreu entre 1869 e 1870. No período que esteve preso, Scott constantemente ameaçava e insultava guardas, e ameaçava também que ele iria assassinar Louis Riel, após ganhar sua liberdade. Scott tentou fugir uma vez, mas foi recapturado pelas forças de Riel, e posteriormente executado por insubordinação.
A "Memoirs of the North-West Rebellions" (Memórias da Rebelião de Saskatchewan), escrito por Charles Boulton, diz que o esquadrão de fuzileiros que executou Scott por fuzilamento acertou Scott apenas duas vezes. Uma das balas acertou seu ombro esquerdo e o outro no peito. Um homem foi à frente e atirou mais uma vez na cabeça de Scott, mas a bala penetrou apenas até a cartilagem do nariz de Scott. Ainda consciente, Scott disse:
"Pelo amor de Deus, tirem-me daqui ou matem-me!"
antes da sua execução disse:
"Até este momento, pensei que não havia nem Deus, nem inferno. Agora sei e sinto que ambos existem e estou entregue à destruição pelo justo juízo do Todo-Poderoso."
Apesar de ter Scott ter levado uma vida sombria ao longo de sua vida, sua morte o fez um mártir em Ontário. Ele sempre fora violento, tendo sido várias vezes indiciado por violência e assalto, tendo certa vez quase matando um chefe por afogamento. A execução de Scott foi um dos responsáveis pela organização da Expedição de Wolseley, que forçou Riel, tachado como um matador, a fugir do país.